# Gen Takayama
Gen Takayama (高山厳, Takayama Gen, né le 19 octobre 1951) est un chanteur japonais de enka, qui a sorti une trentaine de singles et une quinzaine d'albums depuis 1975.